# Geoffrey Meye
Geoffrey Meye (Nieuwegein, 12 december 1982) is een Nederlands  voormalig voetballer die als verdediger speelde.
Meye speelde in de jeugd bij SV Geinoord, USV Elinkwijk en PSV. Hij debuteerde in het seizoen 2000/2001 bij FC Den Bosch. Hij maakte deel uit van de selectie die in het seizoen 2003/04 onder leiding van trainer-coach Gert Kruys rechtstreekse promotie wist af te dwingen naar de eredivisie. Na 56 wedstrijden en drie doelpunten verruilde hij Den Bosch in het seizoen 2004/2005 voor Stormvogels Telstar. Sinds 2008 speelde hij bij Haarlem. Op 26 januari 2010 werd bekend dat SC Cambuur Meye per direct op amateurbasis overnam van het failliet verklaarde HFC Haarlem. Van 2010 tot 2012 speelde hij voor SV Spakenburg en Meye sloot zijn loopbaan af bij VVA '71 waar hij in januari 2014 wegens blessures stopte.